# Pteropus brachyphylli
Pteropus brachyphylli är en svampart som beskrevs av R.W. Ham 2005. Pteropus brachyphylli ingår i släktet Pteropus, klassen Dothideomycetes, divisionen sporsäcksvampar och riket svampar. Inga underarter finns listade i Catalogue of Life.